# Tarennoidea wallichii
Tarennoidea wallichii là một loài thực vật có hoa trong họ Thiến thảo. Loài này được (Hook.f.) Tirveng. & Sastre miêu tả khoa học đầu tiên năm 1979.